# 39e corps de blindés
Le 39e corps de blindés (en allemand : XXXIX. Panzerkorps) était un corps d'armée d'unités blindés (Panzer) de l'armée de terre allemande : la Heer au sein de la Wehrmacht pendant la Seconde Guerre mondiale.

## Historique
Le 39e corps de blindés est formé le 9 juillet 1942 à partir des restes du XXXIX. Armeekorps.

## Organisation

### Commandants successifs
| Date                                 | Grade                                           | Commandant            |
| ------------------------------------ | ----------------------------------------------- | --------------------- |
| 9 juillet 1942 - 30 novembre 1942    | General der Panzertruppen                       | Hans-Jürgen von Arnim |
| 1er décembre 1942 - 13 novembre 1943 | General der Artillerie                          | Robert Martinek       |
| 14 novembre 1943 - 18 avril 1944     | Generalleutnant                                 | Carl Püchler          |
| 19 avril 1944 - 28 juin 1944         | General der Artillerie                          | Robert Martinek       |
| 28 juin 1944 - 29 juin 1944          | Generalleutnant                                 | Otto Schünemann       |
| 29 juin 1944 - 15 octobre 1944       | General der Panzertruppen                       | Dietrich von Saucken  |
| 16 octobre 1944 - 21 avril 1945      | Generalleutnant, puis General der Panzertruppen | Karl Decker           |
| 21 avril 1945 - 8 mai 1945           | Generalleutnant                                 | Karl Arndt            |

## Théâtres d'opérations
- Front de l'Est, secteur Centre : juillet 1942-novembre 1944
- Courlande et Prusse-Orientale : novembre 1944-janvier 1945
- Front de l'Ouest, Ardennes et Allemagne : janvier 1945-mai 1945

## Ordre de batailles

### Rattachement d'armées
| Date        | Armée           | Groupe d'armées         |
| ----------- | --------------- | ----------------------- |
| 1942        |                 |                         |
| 9 juillet   | 9e armée        | Groupe d'armées Centre  |
| 1943        |                 |                         |
| 1er janvier | 9e armée        | Groupe d'armées Centre  |
| Avril       | 4e armée        | Groupe d'armées Centre  |
| 1944        |                 |                         |
| Janvier     | 4e armée        | Groupe d'armées Centre  |
| Août        | 3e Panzer Armee | Groupe d'armées Centre  |
| Octobre     | 18e armée       | Groupe d'armées Nord    |
| Novembre    | 4e armée        | Groupe d'armées Centre  |
| 1945        |                 |                         |
| Janvier     | 5. Panzerarmee  | Groupe d'armées B       |
| Février     | 11. Armee       | Groupe d'armées Vistule |
| Mars        | 17. Armee       | Groupe d'armées Centre  |
| 12 avril    | z. Vfg.         | OKH                     |
| 21 avril    | 12. Armee       | Groupe d'armées Vistule |

### Unités subordonnées

#### Unités organiques
- Arko 140
- Korps-Nachrichten Abteilung 439
- Korps-Nachschub Truppen 439
- Ost-Batailon 439

#### Unités rattachées
8 août 1942
- 5e Panzerdivision
- 328. Infanterie-Division
- 161. Infanterie-Division

8 août 1942
- 5e Panzerdivision
- 102. Infanterie-Division
- 1re Panzerdivision

19 octobre 1942
- 78. Infanterie-Division
- 102. Infanterie-Division
- 5e Panzerdivision
- 1re Panzerdivision

8 novembre 1942
- 78. Infanterie-Division
- 102. Infanterie-Division
- 337. Infanterie-Division
- 5e Panzerdivision
- 9e Panzerdivision (OKH-Reserve)
- 1re Panzerdivision (AOK-Reserve)

12 janvier 1943
- 78. Infanterie-Division
- 2e Panzerdivision
- 102. Infanterie-Division
- 216. Infanterie-Division
- 337. Infanterie-Division
- 14. Infanterie-Division

4 février 1943
- 2e Panzerdivision
- 102. Infanterie-Division
- 216. Infanterie-Division
- 337. Infanterie-Division
- 14. Infanterie-Division

7 juillet 1943
- 337. Infanterie-Division
- 95. Infanterie-Division
- 129. Infanterie-Division

26 décembre 1943
- 337. Infanterie-Division
- 26. Infanterie-Division
- 18. Panzer-Grenadier-Division

16 septembre 1944
- 4. Panzer-Division
- 5e Panzerdivision
- 12e Panzerdivision
- Panzer-Grenadier-Division "Großdeutschland"

1er mars 1945
- Kampfgruppe 6. Volks-Grenadier-Division
- 21e Panzerdivision
- Kampfgruppe 17. Panzer-Division
- Führer-Grenadier-Division

21 avril 1945
- Panzer-Division Clausewitz
- Infanterie-Division Schlageter
- 84. Infanterie-Division (Stab)

### Sources
- (de) XXXIX. Panzerkorps sur lexikon-der-wehrmacht.de